# 彭罗斯-霍金奇点定理
彭罗斯-霍金奇点定理（以罗杰·彭罗斯和斯蒂芬·霍金命名）是广义相对论中的一系列结果，旨在回答引力何时产生奇点的问题。彭罗斯奇点定理是半黎曼几何领域的一个定理，其广义相对论层面的诠释预测了黑洞形成中的引力奇点。霍金奇点定理基于彭罗斯定理，它被解释为大爆炸场景中的引力奇点。彭罗斯因“发现黑洞的形成是广义相对论的稳健预测”而分享了 2020 年诺贝尔物理学奖的一半。 

## 奇点
爱因斯坦场方程解中的奇点是以下三种情况之一：
- 类空间奇点：奇点位于某一区域内所有事件的未来或过去。大爆炸奇点和非旋转、不带电的史瓦西黑洞内部的典型奇点是类空间的。
- 类时间奇点：这些奇点可以被观察者避开，因为它们不一定出现在所有事件的未来。观察者可能能够围绕类时间奇点移动。这些在已知的爱因斯坦场方程解中不太常见。
- 零奇点：这些奇点出现在类光表面或零表面上。在某些类型的黑洞内部可以找到一个例子，例如带电（ Reissner–Nordström ）或旋转（ Kerr ）黑洞的柯西视界。

奇点可以是强的，也可以是弱的：
- 弱奇点：弱奇点是指潮汐力（造成黑洞意大利面效应的原因）不一定是无限的奇点。陷入弱奇点的观察者可能不会在到达奇点之前被撕裂，尽管物理定律仍然会在那里失效。带电或旋转黑洞内部的柯西视界可能是弱奇点的一个例子。
- 强奇点：强奇点是潮汐力变得无限大的奇点。在强奇点中，任何物体在接近奇点时都会被无限的潮汐力摧毁。史瓦西黑洞中心的奇点就是强奇点的一个例子。

类空间奇点是史瓦西度规所描述的非旋转不带电黑洞的特征，而类时间奇点则是在带电或旋转黑洞精确解中出现的奇点。它们都具有测地线不完备性，即某些光路或某些粒子路径不能延伸到某个固有时或仿射参数之外（仿射参数是固有时的零类似物）。
彭罗斯定理保证，只要物质满足合理的能量条件，任何黑洞内部都会出现某种测地线不完整性。黑洞奇点定理所需的能量条件很弱：它表明光线总是被引力聚焦在一起，永远不会分开，并且只要物质的能量为非负，这一点就成立。
霍金的奇点定理适用于整个宇宙，并且沿着时间倒推：它保证（经典）大爆炸具有无限的密度。 该定理的限制更为严格，只有当物质遵循更强的能量条件时才成立，称为强能量条件，即能量大于压力。所有普通物质，除了标量场的真空期望值外，都遵循这一条件。在膨胀期间，宇宙违反了主导的能量条件，最初有人（例如 Starobinsky  ）认为，膨胀宇宙学可以避免最初的大爆炸奇点。然而，此后已经证明，膨胀宇宙学仍然是过去不完整的， 因此需要膨胀以外的物理学来描述时空膨胀区域的过去边界。
这仍是一个悬而未决的问题：（经典）广义相对论是否预测了现实带电或旋转黑洞内部的空间奇点，或者这些奇点是否是高对称性解的产物，并且在添加扰动时会变成零奇点或时间奇点。

## 解释和意义
在广义相对论中，奇点是物体或光线在有限时间内可以到达的地方，此时曲率变为无限大，或者时空不再是流形。奇点可以在所有黑洞时空、史瓦西度规、雷斯纳-诺德斯特伦度规、克尔度规和克尔-纽曼度规中找到，也可以在所有没有标量场能量或宇宙常数的宇宙学解中找到。
我们无法预测过去大爆炸奇点会产生什么，也无法预测未来落入黑洞奇点的观察者会发生什么，因此需要修改物理定律。在彭罗斯之前，人们认为奇点只能在人为的情况下形成。例如，在恒星坍缩形成黑洞的过程中，如果恒星在旋转并因此具有一定的角动量，那么离心力可能会部分抵消重力并阻止奇点的形成。奇点定理证明这种情况不可能发生，并且一旦事件视界形成，就总会形成奇点。
在坍缩恒星的例子中，由于广义相对论中所有物质和能量都是引力吸引的来源，额外的角动量只会在恒星收缩时将其更强地拉在一起：事件视界之外的部分最终会稳定下来成为克尔黑洞（参见无毛定理）。事件视界内的部分必然在某处存在奇点。证据有一定的建设性 – 它表明，可以通过追踪来自视界内部表面的光线来找到奇点。但证明并没有说明会出现什么类型的奇点，类空间奇点、类时间奇点、零奇点、可折叠奇点还是度量中的跳跃不连续性。它只是保证如果沿着类时间测地线走向未来，它们所形成的区域的边界不可能由来自表面的零测地线生成。这意味着边界要么来自虚无，要么整个未来在某个有限的延伸处结束。
奇点定理揭示了广义相对论的一个有趣的“哲学”特征。由于广义相对论预测了奇点的必然发生，因此，如果没有对撞击奇点的物质会发生什么情况进行具体说明，该理论就是不完整的。我们可以将广义相对论扩展到统一场论，例如爱因斯坦-麦克斯韦-狄拉克系统，其中不存在这样的奇点。

## 定理要素
在历史上，流形的曲率和它的拓扑结构之间存在着深刻的联系。博内-迈尔斯定理指出，如果一个完全黎曼流形的里奇曲率处处都大于某个正常数，那么它一定是紧致的。正里奇曲率条件最方便的表述方式如下：对于每条测地线，都有一条附近的最初平行的测地线，当延伸时，它会向它弯曲，并且两条测地线会在某个有限长度处相交。
当两条相邻的平行测地线相交（参见共轭点）时，其中任一条测地线的延长线不再是端点之间的最短路径。原因是两条平行的测地线路径在延伸等长后必然会相交，并且如果先沿着一条路径到达交叉点，然后再沿着另一条路径到达交叉点，则您将通过等长的非测地线路径连接端点。这意味着，对于最短路径而言，测地线绝不能与相邻的平行测地线相交。
从一个小球开始，从边界发出平行的测地线，假设流形的里奇曲率在下方由正常数界定，一段时间后，所有测地线都不是最短路径，因为它们都与相邻的测地线相撞。这意味着经过一定程度的延伸后，所有潜在的新点都已到达。如果连通流形中的所有点都与小球体有有限的测地线距离，则该流形一定是紧致的。
罗杰·彭罗斯在相对论中也提出了类似的论点。如果沿着零测地线（光线的路径）走向未来，则会生成该区域未来的点。如果某个点位于区域未来的边界上，则只能以光速（不能更慢）才能到达该点，因此零测地线包括区域适当未来的整个边界。当零测地线相交时，它们不再位于未来的边界，而是位于未来的内部。因此，如果所有零测地线都发生碰撞，那么未来就没有边界。
在相对论中，决定测地线碰撞性质的里奇曲率由能量张量决定，其在光线上的投影等于能量动量张量的零投影，且始终为非负。这意味着平行零测地线全等的体积一旦开始减小，将在有限的时间内达到零。一旦体积为零，就会在某个方向上发生坍塌，因此每条测地线都会与某个相邻的测地线相交。
彭罗斯的结论是：只要存在一个球体，所有出射（和入射）的光线最初都汇聚在一起，该区域未来的边界将在有限延伸后结束，因为所有的零测地线都会汇聚在一起。 这很重要，因为黑洞解视界内任何球体的出射光线都是会聚的，所以该区域未来的边界要么是紧凑的，要么是凭空而来的。内部的未来要么在有限的延伸之后结束，要么具有最终由无法追溯到原始球体的新光线产生的边界。

## 奇点的性质
奇点定理使用测地线不完整性的概念来代替无限曲率的存在。测地线不完备性是指存在测地线（观察者穿越时空的路径），其只能延伸有限的时间，以观察者沿该路径行进为准。据推测，在测地线的末端，观察者陷入了奇点，或者遇到了一些其他导致广义相对论定律失效的病态现象。

### 定理的假设
通常，奇点定理包含三个要素： 
1. 物质的能量条件，
2. 时空整体结构的一个条件，
3. 重力足够强（在某处）以捕获某个区域。

每种成分都有各种可能性，每种可能性都会导致不同的奇点定理。

### 使用的工具
奇点定理的公式化和证明中使用的一个关键工具是Raychaudhuri 方程，它描述了散度{\displaystyle \theta }测地线全等（族）。一致性的散度定义为一致性体积的行列式的对数的导数。 Raychaudhuri 方程为
{\displaystyle {\dot {\theta }}=-\sigma _{ab}\sigma ^{ab}-{\frac {1}{3}}\theta ^{2}-{E[{\vec {X}}]^{a}}_{a}}
在哪里{\displaystyle \sigma _{ab}}是一致性的剪切张量， {\displaystyle {E[{\vec {X}}]^{a}}_{a}=R_{mn}\,X^{m}\,X^{n}}也称为 Raychaudhuri 标量（有关详细信息，请参阅一致性页面）。关键在于{\displaystyle {E[{\vec {X}}]^{a}}_{a}}假设爱因斯坦场方程成立，则为非负数，且
- 零能量条件成立且测地线全等为零，或
- 强能量条件成立，并且测地线一致性是类时间的。

当这些成立时，发散度在仿射参数的某个有限值处变为无限大。因此，只要适当的能量条件成立，所有离开某一点的测地线最终都会在有限的时间后重新收敛，这一结果也称为聚焦定理。
由于以下论证，这与奇点相关：
1. 假设我们有一个全局双曲的时空，以及两个点{\displaystyle p}和{\displaystyle q}可以通过类时间曲线或零曲线连接。然后存在一条最大长度的测地线连接{\displaystyle p}和{\displaystyle q} 。称此为测地线{\displaystyle \gamma } 。
2. 测地线{\displaystyle \gamma }如果另一条测地线来自{\displaystyle p}相交{\displaystyle \gamma }在另一点，称为共轭点。
3. 根据聚焦定理，我们知道所有测地线{\displaystyle p}在仿射参数的有限值处有共轭点。特别是对于最大长度的测地线来说，这是正确的。但这是一个矛盾 – 因此，我们可以得出结论：时空在测地线上是不完整的。

在广义相对论中，彭罗斯-霍金奇点定理有多个版本。大多数版本粗略地指出，如果存在捕获零面且能量密度非负，则存在长度有限且无法延伸的测地线。 
严格来说，这些定理证明至少存在一条非空间测地线，它只能有限地延伸到过去，但在某些情况下，这些定理的条件以这样一种方式获得，即所有指向过去的时空路径都终止于奇点。

### 版本
有很多版本；下面是空版本：
认为
1. 零能量条件成立。
2. 我们有一个非紧连通柯西曲面。
3. 我们有一个封闭的捕获零表面{\displaystyle {\mathcal {T}}} 。

然后，我们要么有零测地线不完备性，要么有封闭的时间类曲线。
证明概要：矛盾证明。未来的边界{\displaystyle {\mathcal {T}}} ， {\displaystyle {\dot {J}}({\mathcal {T}})}由源自的零测地线段生成{\displaystyle {\mathcal {T}}}其切向量与其正交。作为一个捕获零表面，根据零Raychaudhuri 方程，从{\displaystyle {\mathcal {T}}}将会遭遇焦散。 （焦散线本身没有问题。例如，两个空间分离点的未来边界是两个未来光锥的并集，其中去掉了交点的内部部分。焦散发生在光锥相交的地方，但那里没有奇点。）零测地线产生{\displaystyle {\dot {J}}({\mathcal {T}})}然而，必须终止，即在焦散线处或之前到达其未来的终点。否则，我们可以取两个零测地线段 – 在腐蚀性下改变 – 然后稍微变形它们，得到一条连接边界上一点和{\displaystyle {\mathcal {T}}} ，矛盾。但作为{\displaystyle {\mathcal {T}}}是紧凑的，给定测地线生成器的连续仿射参数化，存在展开参数绝对值的下限。因此，我们知道在仿射参数的统一界限过去之前，每个生成器都会产生焦散。因此， {\displaystyle {\dot {J}}({\mathcal {T}})}必须紧凑。要么我们有封闭的时间类曲线，要么我们可以通过时间类曲线构建一个全等，并且它们中的每一个都必须与非紧柯西曲面相交一次。考虑所有这样的类时曲线穿过{\displaystyle {\dot {J}}({\mathcal {T}})}并观察它们在柯西曲面上的图像。作为连续映射，图像也必须紧凑。作为一个类时一致性，类时曲线不能相交，因此该映射是单射的。如果柯西曲面是非紧致的，那么图像就有边界。我们假设时空是一个连通的整体。但{\displaystyle {\dot {J}}({\mathcal {T}})}是紧凑且无边界的，因为边界的边界是空的。连续注入映射无法创建边界，这给我们带来了矛盾。
漏洞：如果存在封闭的时间曲线，那么时间曲线不必与部分柯西曲面相交。如果柯西曲面是紧致的，即空间是紧致的，则边界的零测地线生成器可以在处相交，因为它们可以在空间的另一侧相交。
该定理还存在涉及弱能量条件或强能量条件的其他版本。

### 修正重力
在修正引力中，爱因斯坦场方程不成立，因此这些奇点不一定会出现。例如，在无限导数引力中，有可能{\displaystyle {E[{\vec {X}}]^{a}}_{a}}即使零能量条件成立，也为负。  

## 笔记
1. ↑  . NobelPrize.org.   [2020-10-06]. （原始内容存档于2020-10-06） （美国英语）.
2. ↑  Hawking, Stephen. . Cambridge Digital Library.   [24 October 2017]. （原始内容存档于2018-11-08）.
3. ↑  Starobinsky, Alexei A. . Physics Letters B. 1980, 91 (1): 99–102. Bibcode:1980PhLB...91...99S. doi:10.1016/0370-2693(80)90670-X.
4. ↑  Borde, Arvind; Guth, Alan H.; Vilenkin, Alexander. . Physical Review Letters. 2003-04-15, 90 (15): 151301. Bibcode:2003PhRvL..90o1301B. ISSN 0031-9007. PMID 12732026. S2CID 46902994. arXiv:gr-qc/0110012 . doi:10.1103/PhysRevLett.90.151301.
5. ↑  Hawking, S. W. & Ellis, G. F. R. . Cambridge: Cambridge University Press. 1994. ISBN 0-521-09906-4.
6. 1 2  Hawking, Stephen & Penrose, Roger. . Princeton: Princeton University Press. 1996. ISBN 0-691-03791-4.
7. ↑  . （原始内容存档于2007-03-01）.
8. ↑  Conroy, Aindriú; Koshelev, Alexey S; Mazumdar, Anupam. . Journal of Cosmology and Astroparticle Physics. 2016, 2017 (1): 017. Bibcode:2017JCAP...01..017C. S2CID 115136697. arXiv:1605.02080 . doi:10.1088/1475-7516/2017/01/017.
9. ↑  Conroy, Aindriú; Edholm, James. . Physical Review D. 2017, 96 (4): 044012. Bibcode:2017PhRvD..96d4012E. S2CID 45816145. arXiv:1705.02382 . doi:10.1103/PhysRevD.96.044012.